# 3591 Vladimirskij
3591 Vladimirskij este un asteroid din centura principală, descoperit pe 31 august 1978 de Nikolai Cernîh.